# Муслимов, Павел Ильич
Павел Ильич Муслимов (род. 15 июня 1967, Уфа, Башкирская АССР, РСФСР, СССР) — российский биатлонист, призёр Олимпийских игр и чемпионатов мира. Заслуженный мастер спорта России по биатлону, Мастер спорта России международного класса по лыжным гонкам.

## Достижения
Начал заниматься биатлоном в 1986 году в Уфе. Тренер Памир Ямалеев.
- Бронзовый призёр Зимних Олимпийских игр 1998 в эстафете.
- Серебряный призёр чемпионата мира-1995 в Антхольц Антерсельве в спринте. Медаль Павла Муслимова стала единственной для Сборной команды России на этом чемпионате.
- Серебряный призёр чемпионата мира-1996 в Рупольдинге в командной гонке.
- Чемпион Европы 1994 в эстафете.
- Серебряный призёр чемпионата Европы 1999 в эстафете.
- Бронзовый призёр чемпионата Европы 2000 в эстафете.
- Чемпион России 1996 в Новосибирске в индивидуальной гонке 20 км.
- Лучший результат в общем зачёте Кубка мира — 5 место 1996-1997.

## Спортивная карьера

### Сезон 1994—1995

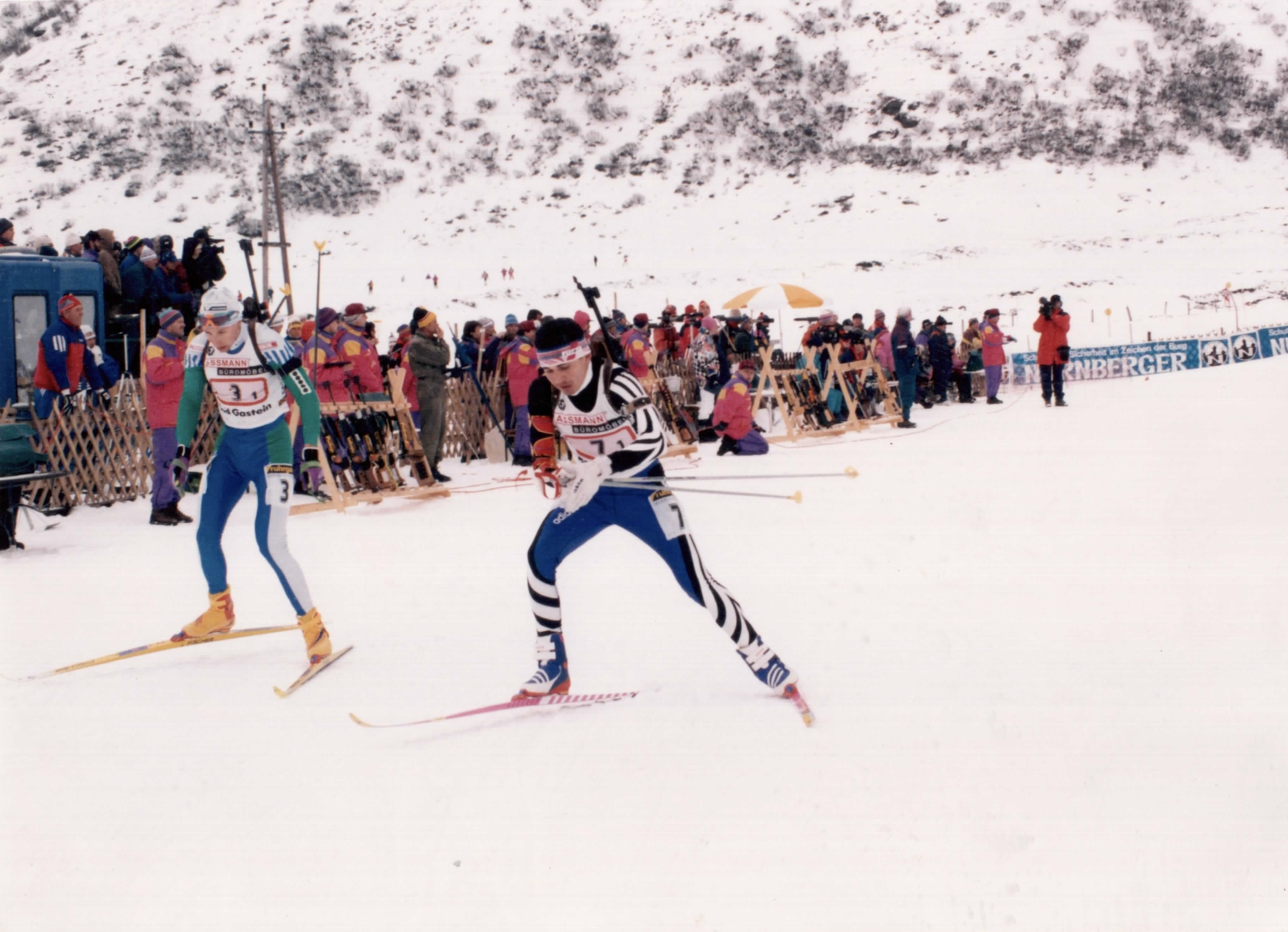
Павел Муслимов на 1-м этапе эстафеты в Бадгастайне в 1994 году

В сезоне 1994—1995 Павел Муслимов смог закрепиться в основной команде сборной России и провёл свой первый полноценный сезон на Кубке Мира.
17 декабря 1994 года впервые попал на подиум Кубка Мира, заняв 1-е место в эстафете, вместе с Владимиром Драчёвым, Алексеем Кобелевым и Валерием Гаевым на 2 этапе Кубка мира в Бадгастайне. Второе место заняли норвежцы в сильнейшем на тот момент составе команды — Уле-Эйнар Бьёрндален, Халвар Ханевольд, Йон Оге Тюллум и Сильфест Глимсдаль. На третьем месте оказались немцы в своём золотом олимпийском составе — Рикко Гросс, Франк Лук, Свен Фишер и Петер Зендель.
Чемпионат мира-1995 в Антхольц Антерсельве открывался 14 февраля 1995 года командной гонкой, Павел Муслимов в ней участия не принимал. 16 февраля 1995 года проводилась индивидуальная гонка, Павел Муслимов с 4 промахами занял 22 место, сенсационно одержал победу Томаш Сикора отстреляв чисто.

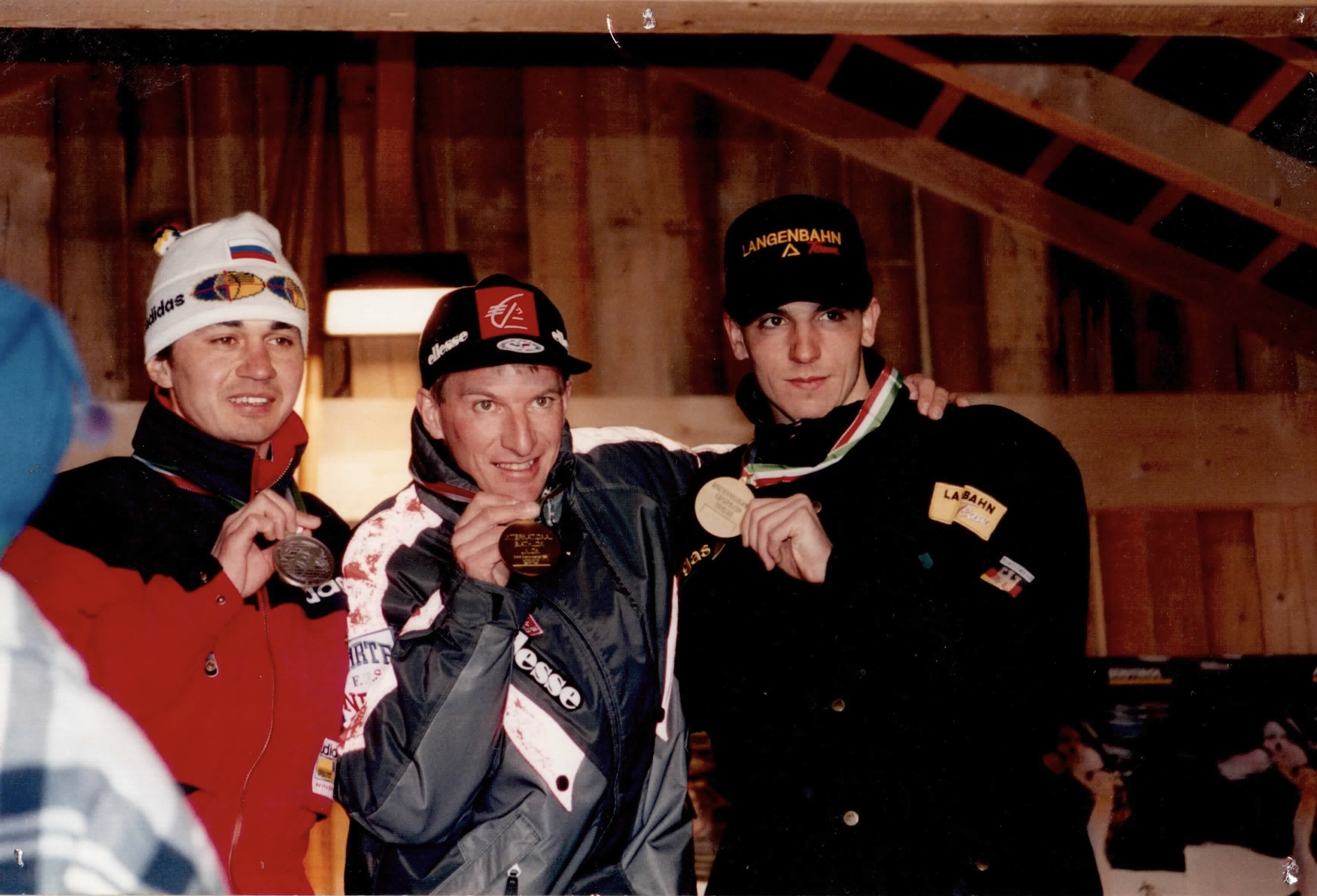
Призёры Чемпионата мира по биатлону 1995 в Антхольце в спринте — П. Байи-Сален, Муслимов, Р. Гросс

18 февраля 1995 года на чемпионате мира-1995 в Антхольц Антерсельве завоевал первый личный подиум в карьере — серебряную медаль в спринте, который одновременно пришёлся на чемпионат мира, уступив 1,9 секунды победителю гонки Патрису Байи-Салену. Павел Муслимов на финише превзошёл результат Рикко Гросса и долгое время оставался лидером гонки, Патрис Байи-Сален стартовал в более поздних номерах и имел информационное преимущество, в итоге вырвав на финише 1,9 секунды у Павла Муслимова. Плотность этой спринтерской гонки была высокой, первые четыре места уместились в 7,3 секунды — победил Патрис Байи-Сален, второй с отставанием в 1,9 секунды Павел Муслимов, третий с отставанием в 5,2 секунды Рикко Гросс и четвёртое место с отставанием в 7,3 секунды, занял тогда ещё совсем юный Уле-Эйнар Бьёрндален.
19 февраля 1995 года на чемпионате мира-1995 в Антхольц Антерсельве проходил заключительный вид программы — эстафетные гонки, Алексей Кобелев стартовал на 1-м этапе и передал эстафету Павлу Муслимову в лидерах с преимуществом в 18,6 секунды, Павел Муслимов передал эстафету вторым, вслед за французами, к сожалению у товарищей по команде Эдуарда Рябова на 3-м этапе и Владимира Драчёва на 4-м этапе не удалась гонка и в итоге сборная команда России заняла 8 место.
По итогам сезона 1994-1995 занял 3-е место в малом зачёте спринтерских гонок.

### Сезон 1995—1996

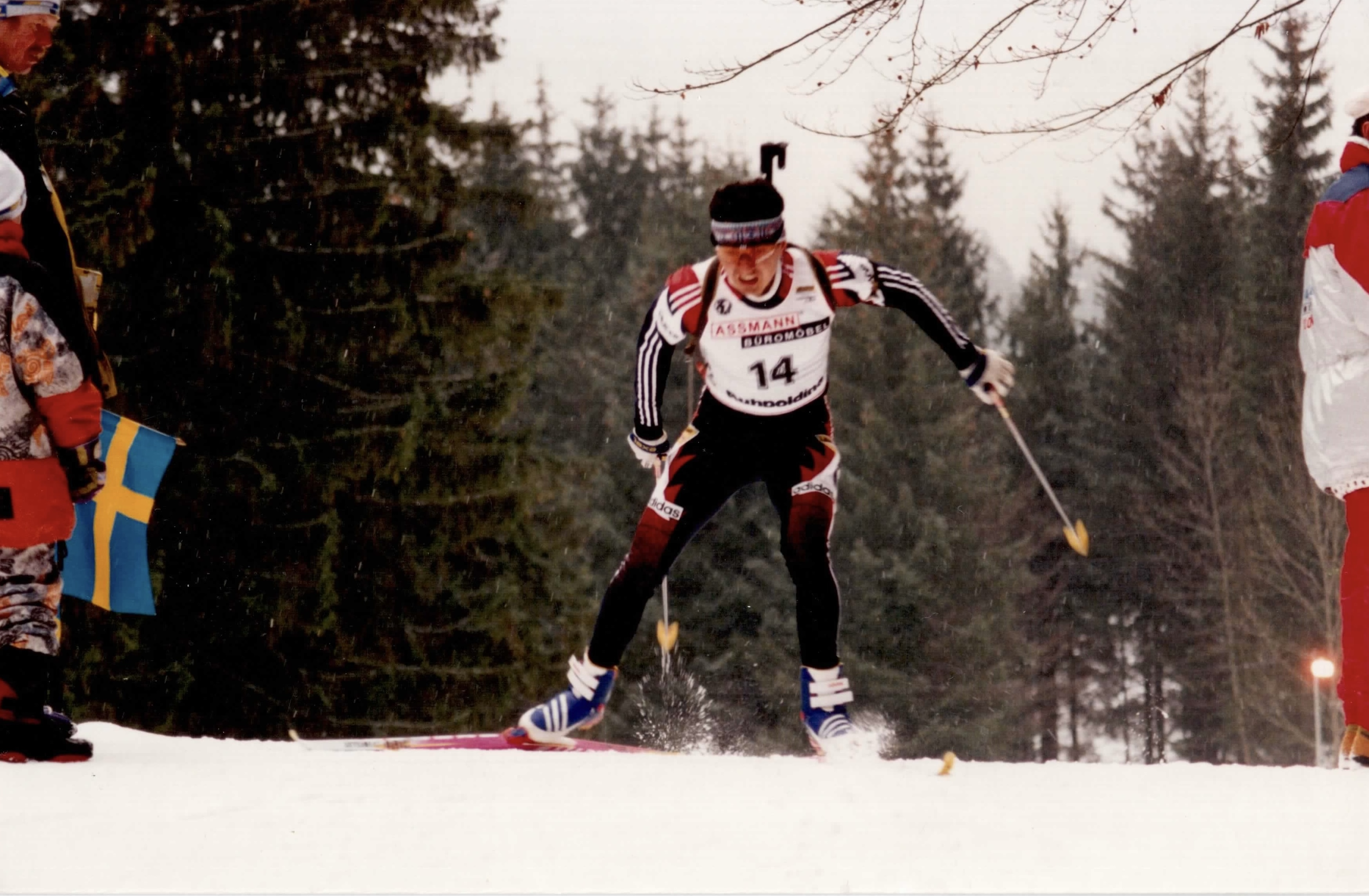
Павел Муслимов на Чемпионате мира по биатлону 1996 в Рупольдинге индивидуальная гонка

Старт сезона на 1-м этапе Кубка Мира в шведском Эстерсунде выдался успешным, уже в первой гонке проводившейся 7 декабря 1995 года Павел Муслимов взобрался на подиум и занял 3-е место в индивидуальной гонке, показав быстрый бег на лыжах, но 3 промаха не позволили одержать победу в этой гонке, и в итоге Павел Муслимов уступил 16,2 секунды победителю Весе Хиеталахти.
10 декабря 1995 года на 1-м этапе Кубка Мира в шведском Эстерсунде одержал победу в эстафете вместе с товарищами по команде — Виктором Майгуровым, Владимиром Драчёвым и Алексеем Кобелевым. На втором месте оказались немцы — Рикко Гросс, Марк Кирхнер, Свен Фишер и Франк Лук.
16 декабря 1995 года на 2-м этапе Кубка Мира в норвежском Хольменколлене занял 10 место в спринте, допустив 2 промаха на стрельбе лёжа и уступив 30 секунд победителю гонки Свену Фишеру.
17 декабря 1995 года на 2-м этапе Кубка Мира в норвежском Хольменколлене одержал победу в эстафете вместе с товарищами по команде — Виктором Майгуровым, Владимиром Драчёвым и Сергеем Тарасовым. Павел Муслимов выступал на 4-м этапе, у ближайших преследователей — немцев на 4-м этапе бежал лидер общего зачёта Кубка мира Свен Фишер, Павел Муслимов смог провести безупречную стрельбу на своём этапе и закрепил победу России в эстафете.

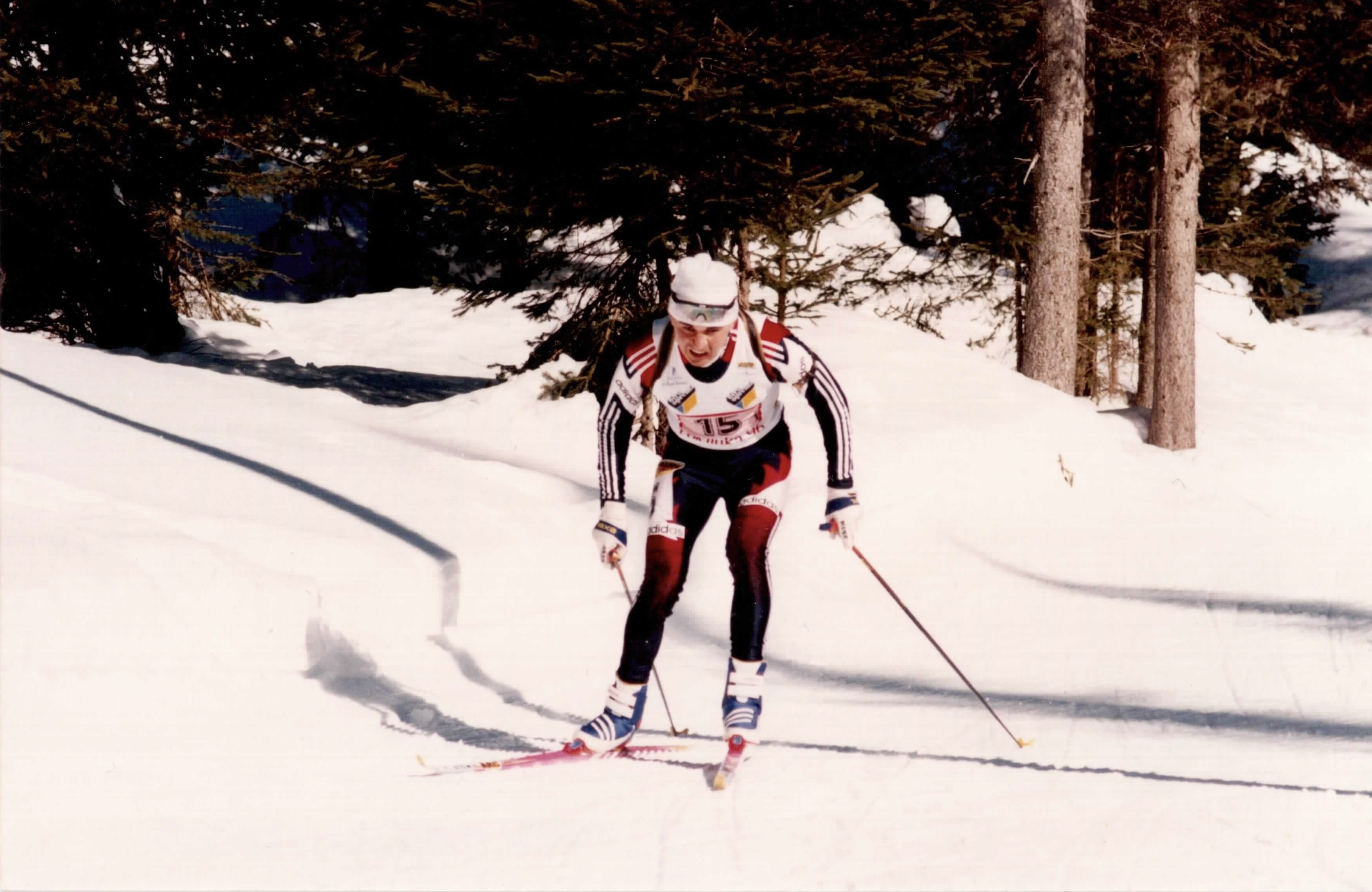
Павел Муслимов на 1-м этапе эстафеты в Поклюке 1996 год

Чемпионат мира-1996 в Рупольдинге открылся индивидуальной гонкой, которую провели 4 февраля 1996 года. Павел Муслимов допустил 3 промаха и занял 12 место. Феноменальную победу в этой гонке одержал Сергей Тарасов, который не допустил ни одного промаха и выиграл у второго места, соотечественника Владимира Драчёва более 2 минут.
6 февраля 1996 года на чемпионате мира-1996 в Рупольдинге завоевал серебряную медаль в командной гонке, вместе с Владимиром Драчёвым, Виктором Майгуровым и Сергеем Рожковым. Владимир Драчёв и Павел Муслимов выполняли стрельбу лёжа и отстрелялись чисто. Перед стрельбой стоя Сборная России шла в лидерах, Виктор Майгуров и Сергей Рожков допустили по одному промаху на стрельбе стоя. В итоге победу в этой гонке одержала сборная команда Беларуси, не допустив ни одного промаха. Второе место с двумя промахами, заняла Сборная команда России.
Павел Муслимов не принимал участия в оставшихся гонках чемпионата мира-1996 в Рупольдинге — спринте и эстафете.
10 марта 1996 года на 5-м этапе Кубка Мира в словенской Поклюке одержал победу в эстафете вместе с Владимиром Драчёвым, Алексеем Кобелевым и Эдуардом Рябовым. На втором и третьем месте расположились сборные команды Норвегии и Германии.

### Сезон 1996—1997

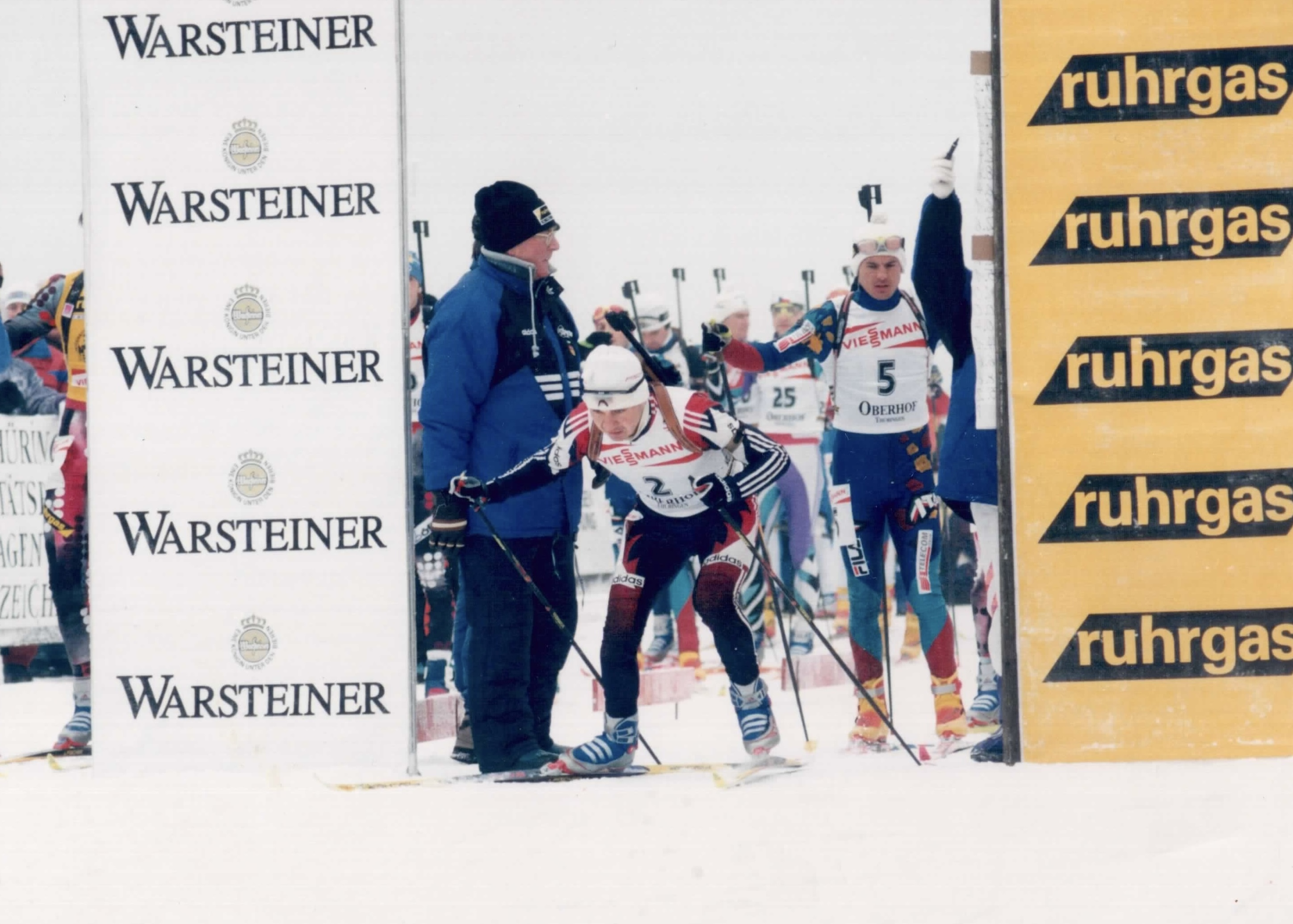
Павел Муслимов на этапе Кубка Мира в Оберхофе 1997 гонка преследования

На 1-м этапе Кубка Мира в норвежском Лиллехаммере Павел Муслимов показал стабильные результаты, 30 ноября 1996 года занял 6 место в спринте с одним промахом, уступив победителю Свену Фишеру 39,5 секунды.
1 декабря 1996 года впервые в истории была проведена гонка преследования на 1-м этапе Кубка Мира в норвежском Лиллехаммере. Павел Муслимов занял в этой гонке 6 место, уступив победителю Свену Фишеру 22,6 секунды. Уже в первой гонке преследования в далёком ныне 1996 году, биатлонисты показали высокую конкуренцию и плотность результатов, первые три места уместились в 5,1 секунду.
5 декабря 1996 года занял 3-е место в индивидуальной гонке на 2-м этапе Кубка Мира в Эстерсунде, тем самым повторив успех прошлогодней давности. Победу в этой гонке одержал Вильфрид Палльхубер, Павел Муслимов уступил победителю 14,4 секунды. По итогам этой гонки Павел Муслимов становится лидером общего зачёта Кубка Мира.
7 декабря 1996 года выступает в спринте в Жёлтой майке лидера Кубка Мира на 2-м этапе Кубка Мира в Эстерсунде, допускает один промах и занимает 8 место, уступив победителю Вадиму Сашурину 23 секунды. Ближайший преследователь в Общем зачёте Кубка мира Свен Фишер занимает 4 место, тем самым вплотную подбираясь к лидерству в общем зачёте по очкам.
13 декабря 1996 года выступает в спринте в Жёлтой майке лидера Кубка Мира на 3-м этапе Кубка Мира в норвежском Хольменколлене, допускает один промах и занимает 9 место. Победу в гонке одерживает Виктор Майгуров отстреляв на ноль. Свен Фишер с одним промахом занимает 3 место и становится лидером Общего зачёта Кубка Мира отодвигая Павла Муслимова на вторую строчку.
15 декабря 1996 года занял 3-е место в эстафете на 3-м этапе Кубка Мира в норвежском Хольменколлене, вместе с Павлом Ростовцевым, Сергеем Рожковым и Алексеем Кобелевым. На 1-м этапе выступал Сергей Рожков, у него совсем не заладилась стрельба, в итоге передал он эстафету Павлу Муслимову двенадцатым, но благодаря сильному выступлению остальной команды, Сборная команда России смогла переместиться с 12-го на 3-е место.
4 января 1997 года занял 2-е место в спринте на 4-м этапе Кубка Мира в немецком Оберхофе, уступив только Уле-Эйнару Бьёрндалену.
12 января 1997 года занял 3-е место в командной гонке на 5-м этапе Кубка Мира в немецком Рупольдинге, вместе с товарищами по команде — Сергеем Тарасовым, Сергеем Рожковым и Эдуардом Рябовым.

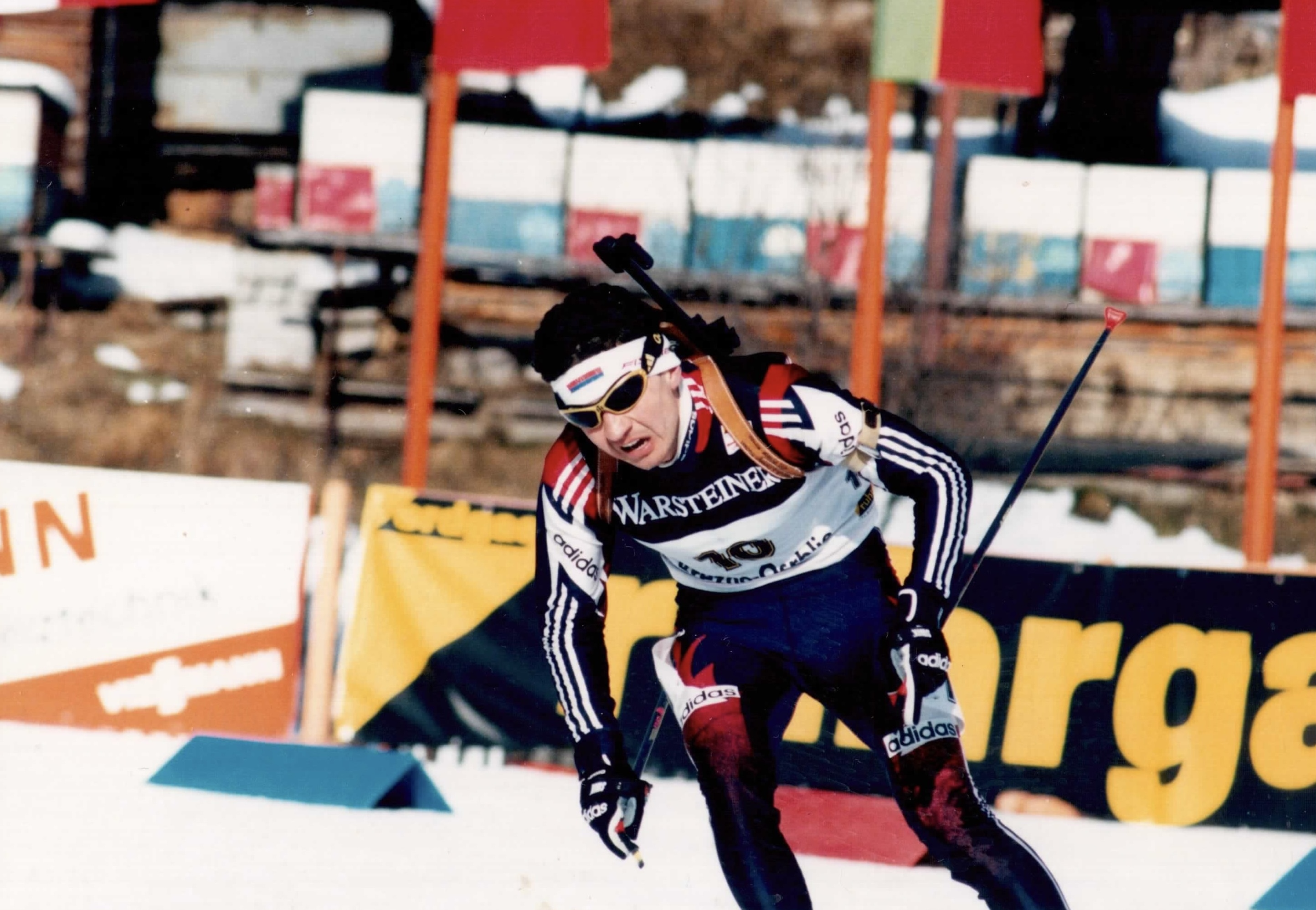
Павел Муслимов на Чемпионате мира по биатлону 1997 в Брезно-Осрблье индивидуальная гонка

На Чемпионате мира по биатлону 1997 в Осрблье выступает в спринте, допустив 2 промаха, занимает 18 место. Также принимает участие в гонке преследования и финиширует 17-м.
5 февраля 1997 года выступает в командной гонке на Чемпионате мира по биатлону 1997 в Осрблье, вместе с Владимиром Драчёвым, Сергеем Тарасовым и Виктором Майгуровым. Россия в этой гонке является одним из претендентов на победу. Владимир Драчёв и Павел Муслимов отстрелялись на стрельбе лёжа безупречно, и Россия после первого огневого рубежа уверенно лидирует. Но к сожалению на втором огневом рубеже, стрельбе стоя Сергей Тарасов и Виктор Майгуров не справляются со стрельбой и допускают на двоих 6 промахов. В итоге в этой гонке Сборная Команда России финиширует только 15-й.
7 февраля 1997 года выступает в индивидуальной гонке на Чемпионате мира по биатлону 1997 в Осрблье, первые три огневых рубежа проходит без промахов, и идет вровень с победителем гонки Рикко Гроссом, но на заключительной стрельбе стоя допускает два промаха и в итоге занимает в этой гонке 11-е место, уступив победителю Рикко Гроссу отстрелявшемуся чисто 2 минуты 22,5 секунды.
13 марта 1997 года на 8-м этапе Кубка Мира в Новосибирске одерживает победу в индивидуальной гонке с двумя промахами, опередив Рикко Гросса на 10,4 секунды и Свена Фишера на 1 минуту 4,9 секунды.
По итогам сезона 1996—1997 занимает 5 место в Общем зачёте Кубка Мира, также стал 2-м в малом зачёте индивидуальных гонок, вслед за Рикко Гроссом.

### Сезон 1997—1998

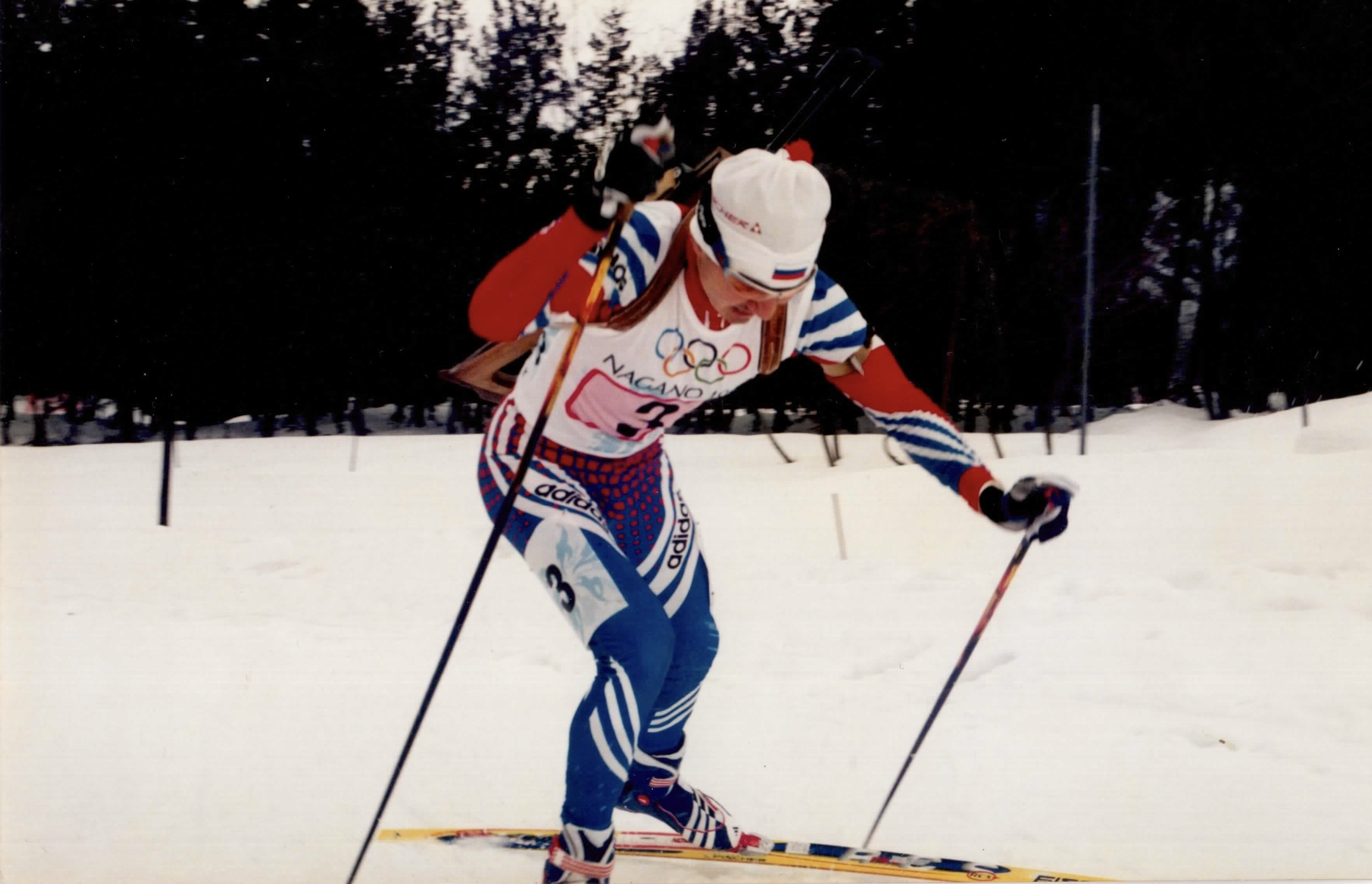
Павел Муслимов на Зимних Олимпийских играх 1998 в Нагано в эстафете

7 декабря 1997 года занял 3-е место в гонке преследования на 1-м этапе Кубка Мира в норвежском Лиллехаммере, поднявшись с 12-го места по итогам спринта.
13 декабря 1997 года выступает в спринте на 2-м этапе Кубка Мира в шведском Эстерсунде, допускает 1 промах, и занимает 10-е место, но этого хватает для того чтобы стать лидером Общего зачёта Кубка Мира и забрать жёлтую майку лидера у Дага Бьёрндалена.
18 декабря 1997 года выступает в спринте в Жёлтой майке лидера Кубка Мира на 3-м этапе Кубка Мира в финском Контиолахти.
11 февраля 1998 года выступает в индивидуальной гонке на Зимних Олимпийскийских играх 1998, допускает 3 промаха и занимает 17-е место с отставанием в 3 минуты 12,1 секунды от победителя гонки Халвара Ханевольда.
21 февраля 1998 года завоёвывает бронзовую медаль в эстафете на Зимних Олимпийскийских играх 1998 вместе с товарищами по команде — Владимиром Драчёвым, Сергеем Тарасовым и Виктором Майгуровым. Победу в гонке одержали немцы, как и на предыдущей Олимпиаде в 1994 году. Норвежцы вырвали серебро, благодаря молниеносному бегу на последнем этапе Уле-Эйнара Бьёрндалена.
На заключительном этапе Кубка Мира в австрийском Хохфильцене у Павла Муслимова обостряется травма спины, мучившая его весь сезон. Доктору Сборной России приходилось ставить обезболивающие уколы на спину перед гонками Павлу Муслимову для того чтобы заглушить боль. Павла Муслимова экстренно доставляют в Москву на лечение, ставят неутешительные прогнозы вплоть до инвалидности, но благодаря успешной операции, и грамотному восстановлению — Павел Муслимов практически сразу возобновляет тренировки и посещает спортзал, и уже следующей зимой встает на лыжи и даже завоевывает серебро в эстафете на Чемпионате Европы в 1999 году.

## Призовые места на Кубке мира
На счету Павла Муслимова 14 призовых мест на этапах Кубка мира, в том числе 6 — в личных гонках:
| #  | Дата            | Место         | Вид                  | Стрельба | Примечания |  |
| -- | --------------- | ------------- | -------------------- | -------- | ---------- |  |
| 1. | 17 декабря 1994 | Бадгастайн    | Эстафета             | 0+? 0+?  | Кубок мира |  |
| 2. | 10 декабря 1995 | Эстерсунд     | Эстафета             | ?        | Кубок мира |  |
| 3. | 17 декабря 1995 | Хольменколлен | Эстафета             | 0+0 0+1  | Кубок мира |  |
| 4. | 10 марта 1996   | Поклюка       | Эстафета             | 0+? 0+?  | Кубок мира |  |
| 5. | 13 марта 1997   | Новосибирск   | Индивидуальная гонка | 0 1 0 1  | Кубок мира |  |

| #  | Дата            | Место                | Вид             | Стрельба | Сек   | Победитель           | Примечания |  |
| -- | --------------- | -------------------- | --------------- | -------- | ----- | -------------------- | ---------- |  |
| 1. | 18 февраля 1995 | Антхольц Антерсельва | Спринт          | 0 0      | +1,9  | Патрис Байи-Сален    | ЧМ         |  |
| 2. | 6 февраля 1996  | Рупольдинг           | Командная гонка | 0        | +32,3 | Беларусь             | ЧМ         |  |
| 3. | 4 января 1997   | Оберхоф              | Спринт          | 0 0      | +34,3 | Уле-Эйнар Бьёрндален | Кубок мира |  |

| #  | Дата            | Место         | Вид                  | Стрельба | Сек   | Победитель          | Примечания |  |
| -- | --------------- | ------------- | -------------------- | -------- | ----- | ------------------- | ---------- |  |
| 1. | 7 декабря 1995  | Эстерсунд     | Индивидуальная гонка | 0 2 1 0  | +16,2 | Веса Хиеталахти     | Кубок мира |  |
| 2. | 5 декабря 1996  | Эстерсунд     | Индивидуальная гонка | 0 0 1 0  | +14,4 | Вильфрид Палльхубер | Кубок мира |  |
| 3. | 15 декабря 1996 | Хольменколлен | Эстафета             | 0+? 0+?  | +17,8 | Германия            | Кубок мира |  |
| 4. | 12 января 1997  | Рупольдинг    | Командная гонка      | 1        | +48,8 | Австрия             | Кубок мира |  |
| 5. | 7 декабря 1997  | Лиллехаммер   | Гонка преследования  | 0 1 1 0  | +33,3 | Алексей Айдаров     | Кубок мира |  |
| 6. | 21 февраля 1998 | Нагано        | Эстафета             | 0+0 0+1  | +43,1 | Германия            | ОИ         |  |

## Кубок мира
- 1994—1995 — 13-е место (120 очков)
- 1995—1996 — 19-е место (99 очков)
- 1996—1997 — 5-е место (255 очков)
- 1997—1998 — 15-е место (157 очков)

| \| 1997/98 \| 1997/98 \| Лиллехаммер \| Лиллехаммер \| Эстерсунд \| Эстерсунд \| Эстерсунд \| Контиолахти \| Контиолахти \| Контиолахти \| Рупольдинг \| Рупольдинг \| Рупольдинг \| Антхольц \| Антхольц \| Антхольц \| ОИ Нагано \| ОИ Нагано \| ОИ Нагано \| Поклюка \| Поклюка \| Поклюка \| Поклюка \| Хохфильцен \| Хохфильцен \| Хохфильцен \| \| \| \| \| Очков \| Место \| Спр \| Пр \| Инд \| Спр \| Эст \| Спр \| Пр \| Эст \| Спр \| Спр \| Эст \| Инд \| Спр \| Эст \| Инд \| Спр \| Эст \| Инд \| Спр \| Спр \| Пр \| Инд \| Спр \| Ком \| \| \| \| \| 165 \| 15 \| 12 \| 3 \| 13 \| 10 \| 6 \| 16 \| 8 \| — \| 17 \| 8 \| — \| 19 \| 39 \| 5 \| 17 \| — \| 3 \| — \| 14 \| 44 \| 21 \| 26 \| — \| — \| \| \| \| \| 1996/97 \| 1996/97 \| Лиллехаммер \| Лиллехаммер \| Эстерсунд \| Эстерсунд \| Эстерсунд \| Хольменколлен \| Хольменколлен \| Хольменколлен \| Оберхоф \| Оберхоф \| Рупольдинг \| Рупольдинг \| Рупольдинг \| Антхольц \| Антхольц \| Антхольц \| ЧМ Осрбли \| ЧМ Осрбли \| ЧМ Осрбли \| ЧМ Осрбли \| ЧМ Осрбли \| Нозава Онсен \| Нозава Онсен \| Нозава Онсен \| Новосибирск \| Новосибирск \| Новосибирск \| \| Очков \| Место \| Спр \| Пр \| Инд \| Спр \| Эст \| Спр \| Пр \| Эст \| Спр \| Пр \| Инд \| Спр \| Ком \| Инд \| Спр \| Эст \| Спр \| Пр \| Ком \| Инд \| Эст \| Инд \| Спр \| Эст \| Инд \| Спр \| МС \| \| 255 \| 5 \| 6 \| 6 \| 3 \| 8 \| 6 \| 9 \| 5 \| 3 \| 2 \| 27 \| 16 \| 15 \| 3 \| 4 \| 22 \| — \| 18 \| 17 \| 15 \| 11 \| — \| 41 \| 56 \| — \| 1 \| 42 \| 16 \| \| 1995/96 \| 1995/96 \| Эстерсунд \| Эстерсунд \| Эстерсунд \| Хольменколлен \| Хольменколлен \| Хольменколлен \| Антхольц \| Антхольц \| Антхольц \| Осрблье \| Осрблье \| Осрблье \| ЧМ Рупольдинг \| ЧМ Рупольдинг \| ЧМ Рупольдинг \| ЧМ Рупольдинг \| Поклюка \| Поклюка \| Поклюка \| Хохфильцен \| Хохфильцен \| Хохфильцен \| \| \| \| \| \| \| Очков \| Место \| Инд \| Спр \| Эст \| Инд \| Спр \| Эст \| Инд \| Спр \| Эст \| Инд \| Спр \| Ком \| Инд \| Ком \| Спр \| Эст \| Инд \| Спр \| Эст \| Инд \| Спр \| Эст \| \| \| \| \| \| \| 99 \| 19 \| 3 \| 27 \| 1 \| 71 \| 10 \| 1 \| 8 \| 21 \| — \| — \| — \| — \| 12 \| 2 \| — \| — \| 8 \| 76 \| 1 \| 45 \| 36 \| — \| \| \| \| \| \| \| 1994/95 \| 1994/95 \| Бад Гаштейн \| Бад Гаштейн \| Бад Гаштейн \| Бад Гаштейн \| Бад Гаштейн \| Бад Гаштейн \| Оберхоф \| Оберхоф \| Оберхоф \| Рупольдинг \| Рупольдинг \| Рупольдинг \| ЧМ Антхольц Антерсельва \| ЧМ Антхольц Антерсельва \| ЧМ Антхольц Антерсельва \| ЧМ Антхольц Антерсельва \| Лахти \| Лахти \| Лахти \| Лиллехаммер \| Лиллехаммер \| Лиллехаммер \| \| \| \| \| \| \| Очков \| Место \| Инд \| Спр \| Эст \| Инд \| Спр \| Эст \| Инд \| Спр \| Ком \| Инд \| Спр \| Эст \| Ком \| Инд \| Спр \| Эст \| Инд \| Спр \| Эст \| Инд \| Спр \| Эст \| \| \| \| \| \| \| 120 \| 13 \| 16 \| 39 \| — \| 16 \| 9 \| 1 \| 50 \| 7 \| 4 \| 28 \| 5 \| 4 \| — \| 22 \| 2 \| 8 \| 23 \| 36 \| — \| — \| 13 \| — \| \| \| \| \| \| \| 1993/94 \| 1993/94 \| Бад Гаштейн \| Бад Гаштейн \| Бад Гаштейн \| Поклюка \| Поклюка \| Поклюка \| Рупольдинг \| Рупольдинг \| Рупольдинг \| Антхольц \| Антхольц \| Антхольц \| ОИ Лиллехаммер \| ОИ Лиллехаммер \| ОИ Лиллехаммер \| Хинтон \| Хинтон \| Хинтон \| Кенмор \| Кенмор \| Кенмор \| Кенмор \| \| \| \| \| \| \| Очков \| Место \| Инд \| Спр \| Эст \| Инд \| Спр \| Эст \| Инд \| Спр \| Эст \| Инд \| Спр \| Эст \| Инд \| Спр \| Эст \| Инд \| Спр \| Эст \| Эст \| Инд \| Спр \| Ком \| \| \| \| \| \| \| ? \| ? \| 56 \| 63 \| 5 \| — \| 25 \| — \| — \| — \| — \| — \| — \| — \| — \| — \| — \| — \| — \| — \| — \| — \| — \| — \| \| \| \| \| \| В таблице отражены места, занятые спортсменом на гонках биатлонного сезона. Инд — индивидуальная гонка Пр — гонка преследования Спр — спринт МС — масс-старт Эст — эстафета Ком — командная гонка DNS — спортсмен был заявлен, но не стартовал DNF — спортсмен стартовал, но не финишировал LAP — спортсмен по ходу гонки (для гонок преследования и масс-стартов) отстал от лидера более чем на круг и был снят с трассы DSQ — спортсмен дисквалифицирован — − спортсмен не участвовал в этой гонке |         |             |             |             |               |               |               |               |               |            |            |            |            |                         |                         |                         |                         |           |           |           |             |             |              |              |              |             |             |             |
| 1997/98 | 1997/98 | Лиллехаммер | Лиллехаммер | Эстерсунд   | Эстерсунд     | Эстерсунд     | Контиолахти   | Контиолахти   | Контиолахти   | Рупольдинг | Рупольдинг | Рупольдинг | Антхольц   | Антхольц                | Антхольц                | ОИ Нагано               | ОИ Нагано               | ОИ Нагано | Поклюка   | Поклюка   | Поклюка     | Поклюка     | Хохфильцен   | Хохфильцен   | Хохфильцен   |             |             |             |
| Очков | Место   | Спр         | Пр          | Инд         | Спр           | Эст           | Спр           | Пр            | Эст           | Спр        | Спр        | Эст        | Инд        | Спр                     | Эст                     | Инд                     | Спр                     | Эст       | Инд       | Спр       | Спр         | Пр          | Инд          | Спр          | Ком          |             |             |             |
| 165 | 15      | 12          | 3           | 13          | 10            | 6             | 16            | 8             | —             | 17         | 8          | —          | 19         | 39                      | 5                       | 17                      | —                       | 3         | —         | 14        | 44          | 21          | 26           | —            | —            |             |             |             |
| 1996/97 | 1996/97 | Лиллехаммер | Лиллехаммер | Эстерсунд   | Эстерсунд     | Эстерсунд     | Хольменколлен | Хольменколлен | Хольменколлен | Оберхоф    | Оберхоф    | Рупольдинг | Рупольдинг | Рупольдинг              | Антхольц                | Антхольц                | Антхольц                | ЧМ Осрбли | ЧМ Осрбли | ЧМ Осрбли | ЧМ Осрбли   | ЧМ Осрбли   | Нозава Онсен | Нозава Онсен | Нозава Онсен | Новосибирск | Новосибирск | Новосибирск |
| Очков | Место   | Спр         | Пр          | Инд         | Спр           | Эст           | Спр           | Пр            | Эст           | Спр        | Пр         | Инд        | Спр        | Ком                     | Инд                     | Спр                     | Эст                     | Спр       | Пр        | Ком       | Инд         | Эст         | Инд          | Спр          | Эст          | Инд         | Спр         | МС          |
| 255 | 5       | 6           | 6           | 3           | 8             | 6             | 9             | 5             | 3             | 2          | 27         | 16         | 15         | 3                       | 4                       | 22                      | —                       | 18        | 17        | 15        | 11          | —           | 41           | 56           | —            | 1           | 42          | 16          |
| 1995/96 | 1995/96 | Эстерсунд   | Эстерсунд   | Эстерсунд   | Хольменколлен | Хольменколлен | Хольменколлен | Антхольц      | Антхольц      | Антхольц   | Осрблье    | Осрблье    | Осрблье    | ЧМ Рупольдинг           | ЧМ Рупольдинг           | ЧМ Рупольдинг           | ЧМ Рупольдинг           | Поклюка   | Поклюка   | Поклюка   | Хохфильцен  | Хохфильцен  | Хохфильцен   |              |              |             |             |             |
| Очков | Место   | Инд         | Спр         | Эст         | Инд           | Спр           | Эст           | Инд           | Спр           | Эст        | Инд        | Спр        | Ком        | Инд                     | Ком                     | Спр                     | Эст                     | Инд       | Спр       | Эст       | Инд         | Спр         | Эст          |              |              |             |             |             |
| 99 | 19      | 3           | 27          | 1           | 71            | 10            | 1             | 8             | 21            | —          | —          | —          | —          | 12                      | 2                       | —                       | —                       | 8         | 76        | 1         | 45          | 36          | —            |              |              |             |             |             |
| 1994/95 | 1994/95 | Бад Гаштейн | Бад Гаштейн | Бад Гаштейн | Бад Гаштейн   | Бад Гаштейн   | Бад Гаштейн   | Оберхоф       | Оберхоф       | Оберхоф    | Рупольдинг | Рупольдинг | Рупольдинг | ЧМ Антхольц Антерсельва | ЧМ Антхольц Антерсельва | ЧМ Антхольц Антерсельва | ЧМ Антхольц Антерсельва | Лахти     | Лахти     | Лахти     | Лиллехаммер | Лиллехаммер | Лиллехаммер  |              |              |             |             |             |
| Очков | Место   | Инд         | Спр         | Эст         | Инд           | Спр           | Эст           | Инд           | Спр           | Ком        | Инд        | Спр        | Эст        | Ком                     | Инд                     | Спр                     | Эст                     | Инд       | Спр       | Эст       | Инд         | Спр         | Эст          |              |              |             |             |             |
| 120 | 13      | 16          | 39          | —           | 16            | 9             | 1             | 50            | 7             | 4          | 28         | 5          | 4          | —                       | 22                      | 2                       | 8                       | 23        | 36        | —         | —           | 13          | —            |              |              |             |             |             |
| 1993/94 | 1993/94 | Бад Гаштейн | Бад Гаштейн | Бад Гаштейн | Поклюка       | Поклюка       | Поклюка       | Рупольдинг    | Рупольдинг    | Рупольдинг | Антхольц   | Антхольц   | Антхольц   | ОИ Лиллехаммер          | ОИ Лиллехаммер          | ОИ Лиллехаммер          | Хинтон                  | Хинтон    | Хинтон    | Кенмор    | Кенмор      | Кенмор      | Кенмор       |              |              |             |             |             |
| Очков | Место   | Инд         | Спр         | Эст         | Инд           | Спр           | Эст           | Инд           | Спр           | Эст        | Инд        | Спр        | Эст        | Инд                     | Спр                     | Эст                     | Инд                     | Спр       | Эст       | Эст       | Инд         | Спр         | Ком          |              |              |             |             |             |
| ? | ?       | 56          | 63          | 5           | —             | 25            | —             | —             | —             | —          | —          | —          | —          | —                       | —                       | —                       | —                       | —         | —         | —         | —           | —           | —            |              |              |             |             |             |

## Административная карьера

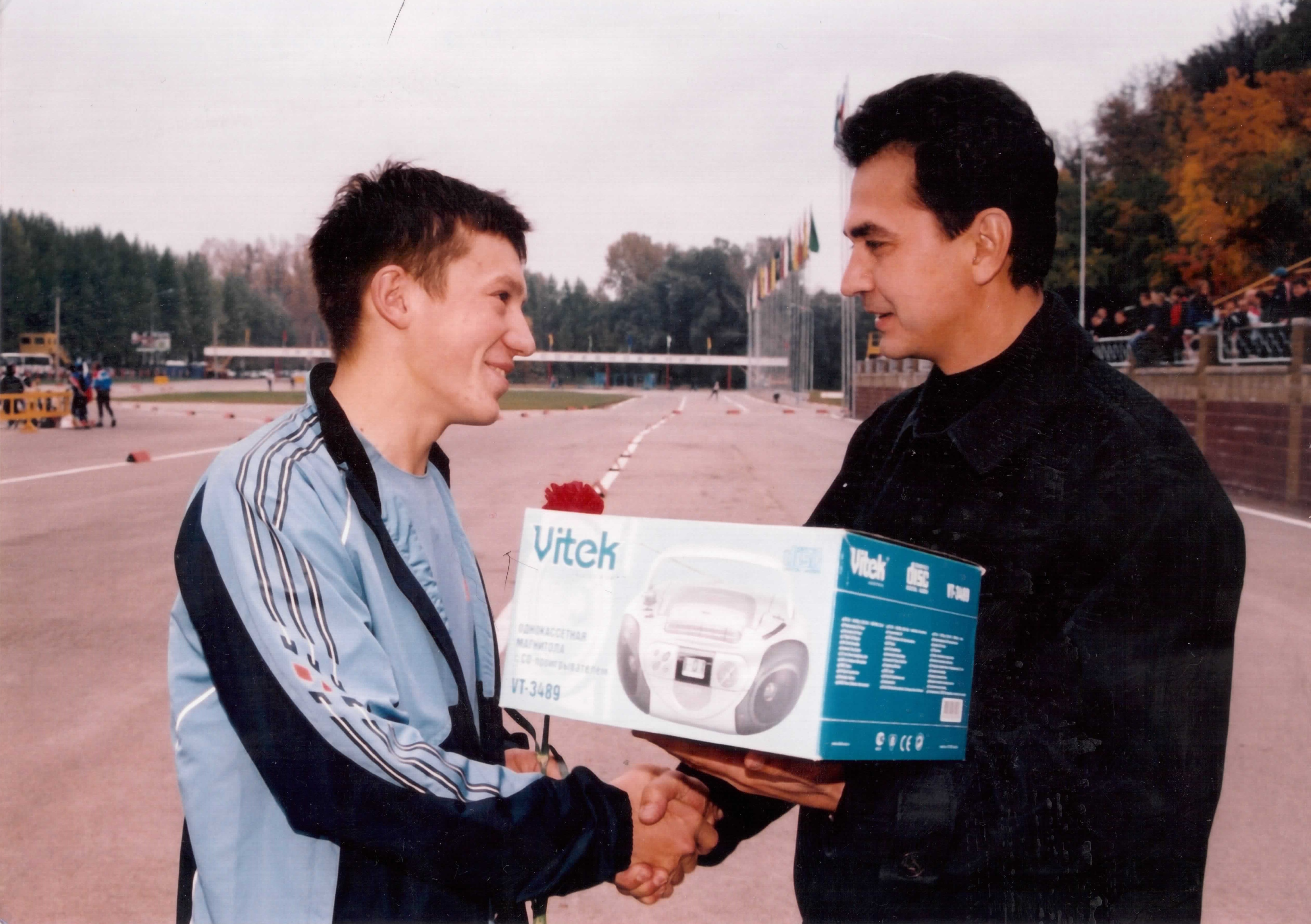
Максим Чудов и Павел Муслимов на спортивном комплексе Биатлон в Уфе 2003 год

Имеет два высших образования — Башкирский государственный педагогический университет (1997) и Башкирский государственный университет  (2000) (ныне Уфимский университет науки и технологий).
До 2001 года находился на службе в органах МВД России.
С 2001 года по 2006 год — директор Спортивного комплекса Биатлон Республики Башкортостан. Именно при руководстве Павла Муслимова на спортивном комплексе Биатлон в Уфе начали появляться новые таланты в биатлоне, теперь известные во всем мире — Максим Чудов, Филипп Шульман, Татьяна Зевахина, Мария Косинова.
С 2010 года по 2012 год — директор спортивной школы по современному пятиборью Республики Башкортостан.
С 2012 года по 2022 год — заместитель министра спорта Республики Башкортостан.
С 2022 года — директор спортивной школы по теннису Республики Башкортостан.

## Награды
- Медаль ордена «За заслуги перед Отечеством» II степени (27 февраля 1998 года) — за высокие спортивные достижения на XVIII зимних Олимпийских играх 1998 года[1]

## Личная жизнь
С 1992 года женат на супруге Евгении, имеет двух детей, сына Андрея и дочь Елену.